# St. Albans, West Virginia
St. Albans är en ort i Kanawha County i delstaten West Virginia, USA.